# Stenodyneriellus sequestratus
Stenodyneriellus sequestratus är en stekelart som först beskrevs av Nurse 1903.  Stenodyneriellus sequestratus ingår i släktet Stenodyneriellus och familjen Eumenidae. Inga underarter finns listade i Catalogue of Life.